# Al margen (obra de teatro)
Al margen es una obra de teatro escrita por Victorina Durán. Fue publicada junto a otras seis obras de teatro en 2019 siendo la primera antología teatral de la autora.  Al margen está considerada la primera obra de teatro escrita por una mujer española de temática lésbica.

## Contexto
La faceta de escritora es conocida por más de 200 artículos que publicó en diversos periódicos, españoles y argentinos, desde 1934 hasta 1962, sobre temas teatrales y cinematográficos. Además, a lo largo de su vida, escribió diversas obras que permanecieron inéditas, aunque la autora sí quería verlos publicadas.
Hay tres autobiografías tituladas Así es, El Rastro y Sucedió, esta última incompleta. En su archivo personal, conservado en el Museo Nacional del Teatro de Almagro, además se encuentran textos teatrales. Los títulos son Una novela rosa (No apta para mayores), Una aventura extraordinaria, Al Margen, Raptada, La Pitonisa (pequeña farsa un tanto endemoniada), Marcha atrás y Era sólo mío, cuya autoría la comparte con José Onrubia.
Escribió la primera versión de Al margen en 1939. Aunque la registró en la oficina de propiedad intelectual, no se atrevió a firmarla con su nombre real hasta el final de su vida. Tampoco llegó a publicarla. En aquel contexto, escribir una obra literaria de temática lésbica y darla a conocer al público implicaba enfrentarse a la censura, arriesgar su inclusión en la lista de libros prohibidos y, además, comprometer su reputación como escritora y artista como le había ocurrido a Radclyffe Hall, cuya obra fue duramente reprimida.

## Sinopsis
Elena, protagonista de Al margen, enfrenta la vida tras el abandono de su esposo, criando sola a su hijo. A lo largo de los años, mantiene varias relaciones con distintos hombres, lo que la lleva, finalmente, a perder la fe en el amor. La obra comienza con un rechazo firme a Enrique, su persistente pretendiente.
Aunque nunca se menciona explícitamente, Elena va a mantener una relación amorosa con Marcela, la mejor amiga de su hijo. Este vínculo no es aceptado por su entorno, que lo considera algo anormal. Al principio, Miguel —el hijo de Elena— parece comprender la situación, pero termina cediendo ante la presión de su esposa Isabel y su suegra Doña Lucrecia, representantes de una clase burguesa e hipócrita, muy alejada del mundo de Elena y Marcela.
Este amor resulta imposible. El desenlace es trágico: Elena se somete a los deseos de su hijo y decide comprometerse con Enrique. Marcela, consciente de que vive «al margen» de la sociedad, se aleja en su coche de forma impulsiva, dejando entrever que su destino será fatal.

## Análisis
En casi todas las obras de Durán —con excepción de ¡Raptada! y La pitonisa— se retrata a una mujer distinta, renovada, que encarna a la «mujer moderna». Estas protagonistas reflejan el cambio que comienza a gestarse en una sociedad patriarcal y representan la defensa de nuevos códigos sociales para la mujer.  Elena, protagonista de Al margen, es un ejemplo claro. Elena es una mujer consciente de sus deseos, que no se somete a las normas impuestas por la sociedad. Por el contrario, es ella quien toma las decisiones, incluso a costa del rechazo que generan en su entorno. Desde su primera aparición muestra rasgos distintivos de esta nueva feminidad. Elena es "una mujer sensible, de espíritu muy fino a pesar del modo como ha desarrollado su vida. Su gesto y su actitud han de corresponder siempre a un carácter excesivamente cultivado".  Es una mujer intelectual que asume el control de su vida sin preocuparse por la opinión ajena.
La obra se desarrolla en un único espacio, descrito al inicio del primer acto. Todas las acciones que el espectador presencia ocurren en un ámbito privado, estrechamente vinculado con la naturaleza. Este espacio está rodeado por un amplio jardín, se encuentra en medio del campo y muy cerca de la playa.